# Jim Campbell

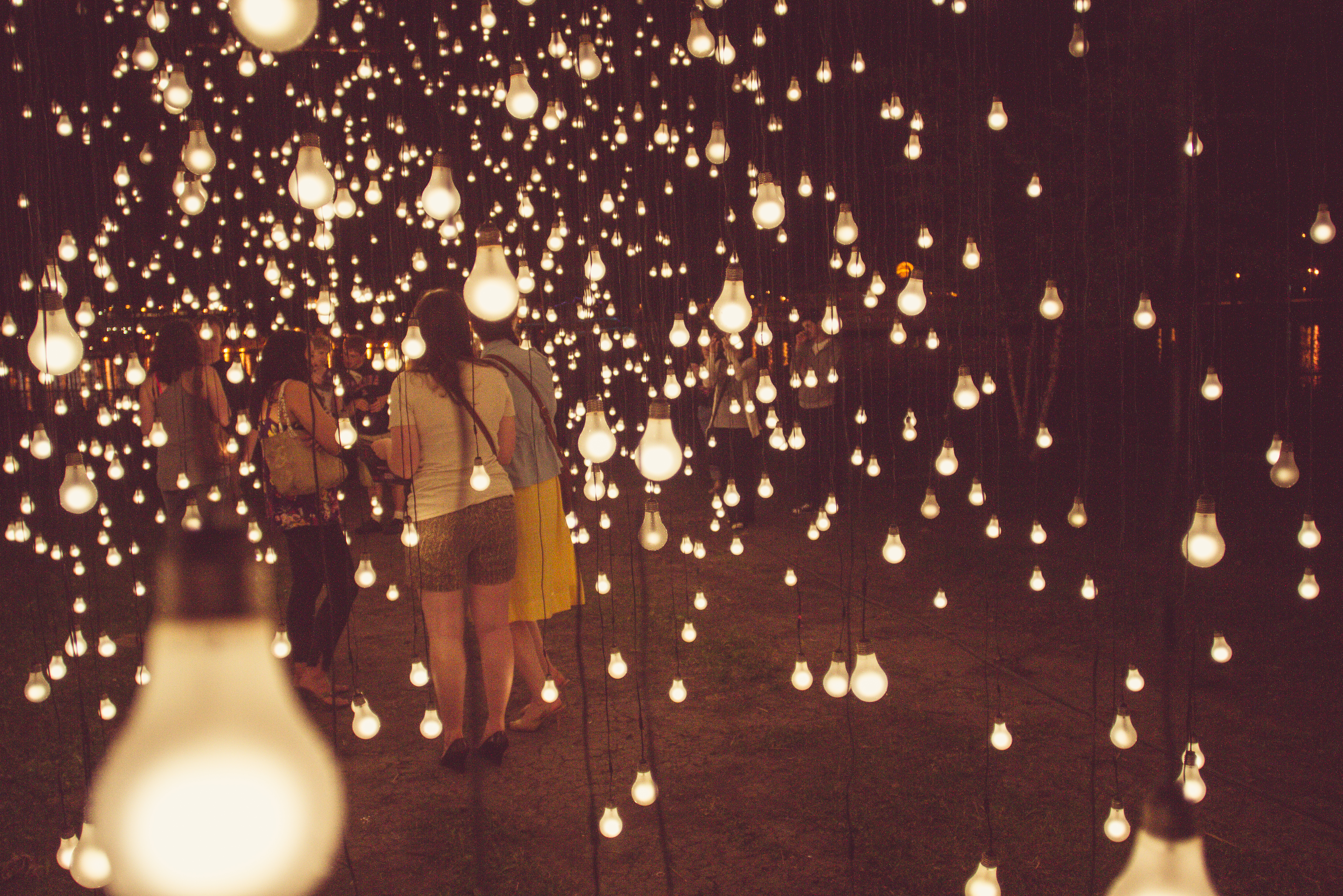
Scattered Light obra de Jim Campbell exposada a Hon Kong i a Nova York.

Jim Campbell és un artista nascut l'any 1956 a Chicago, Illinois, Estats Units. Actualment viu i desenvolupa la seua carrera artística des de la ciutat de San Francisco. Les seues obres són fruit de la combinació entre les tècniques del videoart i de la llum, creant així instal·lacions que busquen envoltar a l'espectador amb aquestes ferramentes electròniques.

## Biografia
Jim Campbell es va graduar en enginyeria elèctrica i matemàtiques l'any 1978 a l'Institut de Tecnologia de Massachusetts. Degut a la seua formació i a la seua trajectòria artística, de més de vint anys, Campbell s'ha convertit en un dels artistes més representatius en l'aplicació de l'experimentació amb la llum com a llenguatge artístic, estant a més considerat un dels pioners en l'ús de la tecnologia led en aquest camp.
Als seus inicis realitza treballs com a cineasta experimental fins que l'any 1988 comença a interessar-se pel videoart. Des dels seus inicis s'ha caracteritzat pel fet de crear instal·lacions que fusionen els seus coneixements com a enginyer i cineasta. Una de les seues primeres obres fou Hallucination treball compost d'un monitor i d'una càmera de vídeo que fusionen imatges d'incendis amb les imatges en directe dels espectadors que es veuen encesos en flames a la pantalla.
Una de les seues obres més representatives fou Digital Watch, aquesta instal·lació interactiva que juga amb l'espai i el temps a través de la combinació d'imatges en temps real i diferit per tal d'aconseguir la sensació de pèrdua sobre el control del moviment per tal de l'espectador que veu un joc d'imatges a la pantalla que confonen la seua percepció.
Per a realitzar l'obra Home Movies, l'artista va necessitar més de 200 hores de vídeos casolans de les dècades dels anys cinquanta i seixanta amb els quals va aconseguir que els espectadors revisqueren moments de la seua infantesa com ara aniversaris, bodes i altres esdeveniments familiars baixant la resolució de les imatges de forma que els personatges perdien la seua personalitat convertint-se en qualsevol persona.
L'any 2011 la seua obra Scattered Light va omplir de bombetes led, més de 1.600, el cor de la ciutat de Nova York creant una instal·lació en tres dimensions al Madison Square Park que promovia la conservació d'aquest entorn únic. L'any 2014 aquesta obra també va ser exposada a la ciutat xinesa de Hon Kong, on les bombetes blanques de l'artista interactuaven amb les llums d'una ciutat amb una nit plena de colors a la plaça d'Edimburg de la Ciutat Universitària.
Les seues obres formen part de les col·leccions del museus d'art contemporani més importants del món com ara el museu d'art modern de Nova York (MOMA). També podem trobar obres seues en les col·leccions de museus com ara el museu metropolità de Nova York, el museu d'art modern de San Francisco, la col·lecció Fisher, el museu d'art contemporani de San Diego o el Museu de Belles Arts de Montreal.

## Premis
Al llarg de la seua carrera, Campbell ha estat guardonat amb premis que avalen la seua carrera artística. Alguns d'aquests guardons han estat el premi SECA del museu d'art modern de San Francisco l'any 1996, el premi de la fundació Rockefeller en multimèdia els anys 1999-2000, L' Eureka Fellowship Award de la fundació Fleishhaker els anys 1999-2001 el Guggenheim Fellowship Award l'any 2003-2004. L'any 2012 fou guardonat amb la 13th Annual Bay Area Treasure Award del museu d'art modern de San Francisco i amb el premi Arts & Letters de l'acadèmia americana d'arts i lletres de la ciutat de Nova York.

## Obres
Jim campbell ha realitzat diferents exposicions tant a nivell individual com col·lectiu arreu del planeta des de l'any 1990 fins a l'actualitat. Les seues obres han estat exposades en països com ara Estats Units, Argentina, França o Alemanya. Algunes de les seues obres són:
- Hallucination, exposada per primer cop al Fresno Art Museum l'any 1991.
- Electronic art (Art electrònic), Exposada a la Rena Bransten Gallery l'any 1992 i més tard a la Cohen Berkowitz Gallery de Kansas City l'any 1996.
- Dialogue (Diàleg), exposada a la Rena Branstein Gallery, San Francisco, Califòrnia l'any 1995.
- Digital Watch (Rellotge Digital), exposada al Kemper Museum de Kansas City l'any 1997.
- Reactive Works (Treballs reactius) exposada a l'Art Center College of Design de Pasadena l'any 1997 i al Museu d'Art de San Jose, Califòrnia, l'any 1998.
- Transforming Time: Electronic Works 1990-1999 (Transformant el temps: Treballas electrònics 1990-1999), exposada al Nelson Art Museum de Kansas City l'any 1999.
- Time and Data (Hora i data), exposada a la Wood Street Gallerie de Pittsburgh l'any 2001.
- Motion and Rest(Moviment i repòs), exposada a universitat d'Arizona l'any 2002.
- Memory Array(La persistència de la memòria), exposada al Berkeley Art Museum l'any 2003.
- Ruins of Light (Ruïnes de la llum), exposada a la SolwayJones de Los Angeles l'any 2005.
- Home Movies (Pel·lícules caseres), exposada a la Hosfelt Gallery de san Francisco l'any 2007.
- Scattered Light (Llum dispersa), exposada al Madison Square Park, de Nova York l'any 2010. Aquesta obra també fou exposada l'any 2014 a la ciutat de Hon Kong.
- Jim Campbell: 4 Works (Jim Campbell: 4 treballs), exposada a la Galeria Hosfelt de Nova York l'any 2011.
- Jim Campbell - Material Light (Jim Campbell - Llum material), exposada al museu nacional de fotografia de Copenhaguen l'any 2011.
- Jim Campbell: Static Time, 20 Years of Electronic Art (Jim Campbell: temps estatic, 20 anys d'art electrònic), exposada a l'espai de la Fundació Telefònica de Buenos Aires l'any 2011.
- Jim Campbell: At The Threshold (Jim Campbell al límit), exposada a la galeria d'art Samek de la Universitat Bucknell de Lewisburg l'any 2013.
- Jim Campbell: New Work (Jim Campbell: Nou treball), Exposada a la galeria Hosfelt Galleryde San Francisco l'any 2014.
- Ritmos de luz (Ritmes de llum), Exposada a l'Espai Fundació Telefònica de Madrid l'any 2015, es tracta de la primera antologia sobre l'obra de Campbell exposada a Espanya, coincideix amb l'any internacional de la llum.[3]